# 弗里茨·斯特恩
弗里茨·斯特恩（英語：Fritz Richard Stern，1926年2月2日—2016年5月18日）是一位德国犹太裔美国历史学家，纽约哥伦比亚大学荣誉退休教授，主攻方向为德国史、犹太史和史学史，关注于十九到二十世纪犹太人与德国人的关系以及二十世纪上半页纳粹主义的兴起。主要作品有《爱因斯坦恩怨史：德国科学的兴衰》（Einstein's German World）、《我的五个德国：历史与回忆》（Five Germanys I Have Known: A History & Memoir）、《金与铁：俾斯麦、布莱希罗德与德意志帝国的建立》（Gold and Iron: Bismarck, Bleichröder, and the Building of the German Empire）、《非自由主义的失败：论现代德国政治文化》（The Failure Of Illiberalism: Essays on the Political Culture of Modern Germany）等。